# Società Sportiva Barletta 1970-1971
Questa pagina raccoglie le informazioni riguardanti la Società Sportiva Barletta nelle competizioni ufficiali della stagione 1970-1971.

## Rosa
| N. |                   | Ruolo | Calciatore          |
| -- | ----------------- | ----- | ------------------- |
|    | Italia (bandiera) | C     | Filippo Amici       |
|    | Italia (bandiera) | P     | Biagio Birtolo      |
|    | Italia (bandiera) | C     | Sergio Bonassin     |
|    | Italia (bandiera) | C     | Giampietro Cattani  |
|    | Italia (bandiera) | P     | Alberto Corti       |
|    | Italia (bandiera) | A     | Giovanni De Angelis |
|    | Italia (bandiera) |       | De Palo             |
|    | Italia (bandiera) | A     | Gaetano Del Sorbo   |
|    | Italia (bandiera) | A     | Natale Filippini    |
|    | Italia (bandiera) | A     | Cataldo Gambino     |
|    | Italia (bandiera) | C     | Vito Iosche         |

| N. |                   | Ruolo | Calciatore          |
| -- | ----------------- | ----- | ------------------- |
|    | Italia (bandiera) | D     | Angelo Milillo      |
|    | Italia (bandiera) |       | Nappo               |
|    | Italia (bandiera) | A     | Costantino Paradiso |
|    | Italia (bandiera) |       | Piccoli             |
|    | Italia (bandiera) | A     | Giovanni Roccotelli |
|    | Italia (bandiera) | D     | Italo Rossetto      |
|    | Italia (bandiera) | A     | Antonio Rossi       |
|    | Italia (bandiera) |       | Saggese             |
|    | Italia (bandiera) | C     | Pietro Scandola     |
|    | Italia (bandiera) |       | Scarpa              |
|    | Italia (bandiera) |       | Veronesi            |